# 9-та окрема бригада безпілотних систем (Україна)
9-та окрема бригада безпілотних систем (9 ОБрБпС, в/ч А2896, пп В2248) — військове з'єднання Сил безпілотних систем Збройних сил України чисельністю у бригаду.
У 2014 році після початку російсько-української війни був створений 9-й батальйон ТрО «Вінниця» з мешканців Вінниці та області. Восени переформований на окремий мотопіхотний батальйон. У 2025 році перетворений на бригаду безпілотних систем.

## Історія

### Створення
Відповідно до Законом України від 6 грудня 1991 року № 1932-XII «Про оборону України» та згідно з Указом Президента України від 2 вересня 2013 року № 471/2013 «Про затвердження Положення про територіальну оборону України» у Вінницькій області у квітні 2014 року був розгорнутий штаб 9-ї зони ТрО для забезпечення взаємодії органів державної влади щодо виконання завдань територіальної оборони на території області. Своїм першочерговим завданням штаб визначив прискорене формування батальйону територіальної оборони Вінницької області. Як повідомив Голова Вінницької облдержадміністрації Анатолій Олійник, для батальйону територіальної оборони були зарезервовані 3 млн 692 тис. гривень:
Комплектування 9 БТрО проходило у травні за контрактом та призовом на базі Закону України від 25 березня 1992 року № 2232-ХІІ «Про військовий обов'язок і військову службу», «Положення про проходження громадянами військової служби у Збройних Силах України», наказу Міністра оборони України «Про затвердження Інструкції про організацію виконання Положення про проходження громадянами України військової служби у Збройних Силах України».
Чисельно підрозділ мав відповідати стрілецькому батальйону. На початковому етапі до ТрО було зараховано 383 солдатів та сержантів, і 40 офіцерів. Патріотично налаштовані колишні військові-вінничани створили кістяк батальйону. Тимчасове військове містечко для батальйону обладнали у Бердичеві в казармах однієї з військових частин. Бойове злагодження Вінницького батальйону відбулося на Бердичівському полігоні у два етапи: спочатку пройшла одиночна підготовка військовослужбовців, а вже потім — підготовка в складі підрозділів, яка закінчилася ротними тактичними навчаннями.
Військовослужбовці 19 травня отримали легку стрілецьку зброю. Пізніше, підприємства області за кошти благодійників відремонтували та передали батальйону шість бойових розвідувально-дозорних машин БРДМ-2. Для потреб новосформованого підрозділу були придбані 3 автомобільні та 142 портативні станції транкінгового зв'язку на суму 318,6 тис. грн; закуплені три тисячі одиниць одягу на суму 336,0 тис. грн та 423 пари взуття загальною вартістю 68,7 тис.грн. Також 2  млн 600 тис. гривень було виділено на покращення побутових умов перебування військових.

### Бойові дії
На початку червня Генштаб вирішив направити 9 БТрО в зону АТО з метою зміцнення охорони державного кордону. 12 червня особовий склад приступив до виконання бойових завдань в Новоазовському районі Донецької області.[джерело?]
Певний час були негаразди з бронежилетами. 20 червня рідні солдатів дізналися, що в тих досі їх немає не зважаючи на те, що вони прибули в зону АТО. Дружина одного з бійців вдарила на сполох і звернулася до преси. У обласному військкоматі відповіли, що кошти виділені, але потрібен час для проведення тендеру на закупівлю амуніції. Але не були вирішені навіть питання побутового характеру, що вимусило особовий склад батальйону звернутися до вінничан з колективним проханням про допомогу.
2 липня два відділення батальйону зазнали втрат (одного вбито, п'ятьох поранено), це сталося під час обстрілу 16-го блок посту та пп «Новоазовськ». Під час мінометного обстрілу блокпосту біля села Самійлове Новоазовського району Андрій Бровінський закрив собою брата, Олександр відбувся тяжкою контузією. Окрім Олександра Бровінського, поранено ще троє людей.[джерело?]
В ніч з 21 на 22 липня позиції 9-го батальйону на 16-му блокпосту були знову обстріляні, цього разу з залпової реактивної системи «Град». Були пошкоджені техніка та обладнання.
26 липня бійці 9 БТрО та прикордонники з Донецького прикордонного загону були обстріляні на 16-му блок посту з «Градів». В результаті обстрілу трьох солдатів було поранено.
У серпні 2014 року за рахунок благодійних пожертв батальйон був забезпечений індивідуальними засобами захисту, у тому числі 220 бронежилетами 4 класу захисту, пластини для яких були виготовлені безпосередньо у Вінниці.
24 серпня бійці 9 БТрО були обстріляні з «Градів» на 16-му блокпосту після чого відступили до перехрестя біля населеного пункту «Седово». 25 серпня після обстрілу відступили до нп «Новоазовськ», де під обстрілами протримались чотири доби.[джерело?]
30 жовтня 2014 року командир батальйону Валерій Куценко повідомив журналістам, що 9-й Вінницький батальйон територіальної оборони став 9-м окремим мотопіхотним батальйоном 30 окремої механізованої бригади.
21 листопада 2014 року рідні, близькі, друзі та небайдужі вінничани прийшли до Вінницького обласного військового комісаріату на проводи групи бійців дев'ятого батальйону, які, після двадцятиденної відпустки, по ротації відбували в зону проведення АТО на сході України. Через два дні, 23 листопада, на площі Небесної сотні у Вінниці урочисто зустріли 80 бійців батальйону, що приїхали додому у відпустку.
22 квітня 2015 року батальйон перевели із 30-ї механізованої бригади у структуру 59-ї окремої мотопіхотної бригади.
З 17 вересня 2015 по жовтень 2016 батальйон перебував в секторі С в районі м. Попасна.[джерело?]
З 28 травня 2017 року батальйон перебуває в ОТУ Маріуполь, тримаючи оборону від Гнутового по Водяне включно.[джерело?]

### Російське вторгнення в Україну (з 2022)
З початком російського вторгнення батальйон виконував завдання у складі 59-ї окремої мотопіхотної бригади.
27 січня 2025 року батальйон було реорганізовану на 9-ту окрему бригаду та переведено до складу Сил безпілотних систем.

## Дислокація
- 30 жовтня 2014 — 22 квітня 2015 Новоград-Волинський Житомирської області[15]
- Одеська область, м.Кодима[20][21]

## Командування
- 2014—??: Валерій Куценко[джерело?]
- 2015—??: Сергій Іванов[джерело?]
- ??—2022: полковник Котенко Сергій Леонідович. Загинув в бою під Запоріжжям 9 березня 2022 року.[22]
- на 04.2025: Гарнага Богдан[23]

## Втрати
- 12 серпня 2014 — Притика Олександр Андрійович, солдат. Поранений під Маріуполем, помер у лікарні.
- 29 жовтня 2014 — Богданов Олег Миколайович, солдат. Загинув під час мінометного обстрілу біля села Гранітне (Тельманівський район).[24]
- 3 квітня 2016 — Михальченко Сергій Миколайович, солдат. Помер від серцевої недостатності.[25]
- 3 серпня 2016 — Барашенко Юрій Петрович, капітан.[26]
- 10 серпня 2016 — Шелепун Олександр Миколайович, старшина 1-ї статті. загинув поблизу Золотого.[27]
- 9 липня 2017 — Тимощук Олексій Васильович, солдат. Поранений 29 червня поблизу села Гнутове, помер у лікарні.
- 27 липня 2017 — Носач Іван Петрович, молодший сержант. Загинув поблизу села Водяне.
- 8 серпня 2017 — Рома Костянтин Сергійович, старший солдат. Загинув під час обстрілу взводного опорного пункту поблизу села Водяне.
- 24 серпня 2017 — Попов Олег Валерійович, солдат. Загинув під час обстрілу взводного опорного пункту в районі смт Талаківка.
- 8 грудня 2017 — Твердола Анатолій Іванович, старший сержант. Загинув під час обстрілу поблизу села Водяне (Волноваський район).
- 9 вересня 2018 — Белінський Валентин Віталійович, солдат. Помер на передовій поблизу смт Станиця Луганська.[28]

## Шефська допомога
Після прибуття на схід України у військових з'явилися проблеми з організацією побуту. Вони звернулися 17 червня за допомогою до земляків. З того часу небайдужі вінничани почали опікатися матеріальними проблемами батальйону.
На початку жовтня з Вінниччини на схід вирушила чергова автоколона для батальйону, цього разу, щоб допомогти їм краще підготуватися до зими. У складі вантажу були харчові продукти, тепла зимова форма одягу, калориферні печі та дрова, матеріали для утеплення наметів тощо. Також, волонтери обладнали з морського контейнера польову лазню. Школярі в котрий раз передали свої патріотичні малюнки.
Напередодні Дня Збройних сил України небайдужі вінничани відправили до підрозділу три тонни гуманітарної допомоги. При створенні, 9-й БТрО як військова частина тимчасового формування одержав замість бойового Державний прапор України. Нардеп Олександр Домбровський замовив у вінницькій геральдичній лабораторії «Авіастиль» штандарт для батальйону. Малинового кольору із символікою підрозділу та Вінниччини, штандарт вручили разом з гуманітарним вантажом.

## Вшанування

### Нагороджені
Найвищими державними нагородами відзначені:
- Котенко Сергій Леонідович — полковник, командир батальйону. Герой України (2022, посмертно).
- Римський Максим Олександрович — головний сержант. Герой України (2023, посмертно).
- Хибовський Ярослав Юрійович — старший сержант. Герой України (2024, посмертно).
- Балтян Павло Володимирович — сержант. Герой України (2025, посмертно).

## Інциденти
- В середині серпня 15 військовослужбовців 9-го батальйону територіальної оборони обвинувачених у спробі замаху на життя офіцера взяли під варту в Маріуполі. В свою чергу, солдати заявили, що цілили в безпілотник. Юрїй Кармазін звернувся до Генерального прокурора України Яреми з проханням розглянути цю справу.[35]
- 26 серпня група бійців 9 БТрО залишила блокпост під Новоазовськом, котрий, за їх словами, вони не маючи важкого озброєння обороняли упродовж двох днів від ворожої бронетехники, а потім — відступили без наказу до Маріуполя. З їх слів, командир роти не дозволив їм залишитися у Маріуполі, і тоді 75 солдатів вирішили повернутися додому. Їх зустріли рідні та журналісти.[36] Відбулися перемовини з військкомом, всіх солдатів переписали, надали тимчасову відпустку, після якої наказали з'явитися у військкоматах за адресами приписки.[37] В зв'язку з цим інцидентом батальйон посилили важкою бронетехнікою.[38]
- 22 жовтня у Вінниці сім'ї військовослужбовців перекрили дорогу біля облдержадміністрації і висунули вимогу провести ротацію підрозділу.[39]